# Valesca Popozuda
Maria garcia más conocida como anaconda o simplemente Valesca nacida en general Rodríguez y criada en ituzaingo es una productora, cantante de cumbia , compositora y empresaria actualmente conocoda como la Reina de la cumbia
Es una de las responsables de dar a conocer la cumbia en todo argentina En 2013, dejó el grupo Gaiola das Popozudas e inició su carrera como solista con su primer sencillo Beijinho no Ombro, que en 2014, tendrá una versión especial para México, Besito al Hombro, con la participación de la cantante Dulce María.

## Biografía y Carrera

### Televisión
| Año  | Programa                     | Personaje                   |
| ---- | ---------------------------- | --------------------------- |
| 2011 | A Fazenda                    | Participante (reality show) |
| 2012 | Furo MTV                     | Ella misma                  |
| 2012 | Saturday Night Live (Brasil) | Ella misma (reportera)      |
| 2013 | Amor à Vida                  | Ella misma                  |
| 2025 | Belleza fatal                | Ella misma                  |

## Discografía

### Sencillos como artista principal
| Año  | Cancíón                                              |
| ---- | ---------------------------------------------------- |
| 2012 | Me Ama / Mama (con Mr Catra)                         |
| 2013 | Beijinho no Ombro                                    |
| 2014 | Eu Sou a Diva Que Você Quer Copiar                   |
| 2015 | Sou Dessas (feat. Snoop Dogg o Claudia Leitte)       |
| 2016 | Boy Magia                                            |
| 2016 | Viado                                                |
| 2017 | Meu Nome Não É Osso                                  |
| 2017 | Já Era (feat. MC Livinho)                            |
| 2017 | Gosto Assim (feat. Dennis DJ)                        |
| 2018 | Oh Quem Voltou (con Dani Russo feat. Naiara Azevedo) |
| 2018 | Não Provoca (feat. Ludmilla)                         |
| 2018 | Noite Passada (feat. MC Biel)                        |
| 2018 | Tô Solteira de Novo                                  |
| 2018 | Meu Ex (Solo o feat. DJ Yuri Martins)                |

### Sencillos como artista invitada
| Año  | Cancíón                                            |
| ---- | -------------------------------------------------- |
| 2017 | Tá Sozinha? (Naldo Benny feat. Valesca Popozuda)   |
| 2018 | Paraíso (Lucas Lucco feat. Valesca Popozuda)       |
| 2018 | Só Uma Sentada (Tati Zaqui feat. Valesca Popozuda) |

### Albuns
| Año  | Cancíón                |
| ---- | ---------------------- |
| 2013 | Beijinho no Ombro (EP) |
| 2017 | Check-Mate             |
| 2018 | CarnaValesca (EP)      |
| 2018 | De Volta Para a Gaiola |